# Гименохетовые (порядок)
Гименохетовые (лат. Hymenochaetales) — порядок грибов, входящий в класс Агарикомицеты (Agaricomycetes).
Общие морфологические признаки у порядка отсутствуют. Плодовые тела шляпконожечные, распростёртые или консолевидной формы. Гименофор трубчатый, пластинчатый, гладкий или шиповатый.
Многие виды Hymenochaetaceae — сапротрофы, некоторые — паразиты живых деревьев. Coltricia и Coltriciella образуют микоризу. Виды Rickenella паразитируют на мхах.

## Таксономия
Порядок Гименохетовые объединяет родственные филогенетически, однако сильно отличающиеся друг от друга морфологически грибы. Некоторые из них ранее относились к семейству Рядовковые (Tricholomataceae), некоторые — к кортициевым (Corticiaceae), стереевым (Stereaceae) и полипоровым (Polyporaceae).

### Семейства
Согласно базе данных Catalogue of Life на ноябрь 2023 года порядок включает следующие семейства:
- Hymenochaetaceae Donk ex Imazeki & Toki, 1954 — Гименохетовые
- Hyphodontiaceae Xue W. Wang et L.W. Zhou, 2021 — Гифодонтиевые
- Neoantrodiellaceae Y.C. Day, B.K.Cui, Jia J. Chen et H.S. Yuan, 2015
- Nigrofomitaceae Jülich, 1981 — Нигрофомитиевые
- Oxyporaceae Zmitr. et V. Malysheva, 2014 — Оксипоровые
- Rickenellaceae Vizzini, 2010 — Рикенелловые
- Schizoporaceae Jülich, 1982 — Схизопоровые

и несколько родов гименохетовых, не отнесённых пока к определённым семействам.